# Conyza pampeana
Conyza pampeana là một loài thực vật có hoa trong họ Cúc. Loài này được (Parodi) Cabrera mô tả khoa học đầu tiên năm 1953.